# Kottaun
Kottaun ist eine Ortschaft und eine Katastralgemeinde in der Stadtgemeinde Geras im niederösterreichischen Waldviertel. Die Ortschaft hat 73 Einwohner (Stand 1. Jänner 2024). Bis Ende 1965 war Kottaun eine eigenständige Gemeinde.

## Lage
Das Angerdorf Kottaun liegt zwei Kilometer nördlich von Geras.

## Geschichte
Der Ort wurde erstmals 1240 im Schirmbrief Friedrichs II. genannt, der sich auf die Stiftung des Klosters Geras und des Klosters Pernegg bezieht. Dem Stift Geras wurde dabei auch das halbe Dorf Kottaun vermacht. Ebenso war Kottaun der Sitz einer adeligen Familie, deren Burg der Sage nach an der Stelle des heutigen Gemeindehauses (Nr. 6) gestanden habe, wo man noch heute Überreste einer verfallenen Mauer und ein Stück eines Wallgrabens erblickt.
Laut Adressbuch von Österreich waren im Jahr 1938 in der Ortsgemeinde Kottaun ein Gastwirt, ein Gemischtwarenhändler, ein Milchhändler, ein Schmied und mehrere Landwirte ansässig.
Mit 1. Jänner 1966 wurden im Zuge der Niederösterreichischen Kommunalstrukturverbesserung die bis dahin selbständigen Gemeinden Fugnitz, Goggitsch, Kottaun, Pfaffenreith und Trautmannsdorf nach Geras  eingemeindet.

## Verkehr
- Bahn: Der Bahnhof Geras-Kottaun der Lokalbahn Retz–Drosendorf liegt zur Gänze in der Katastralgemeinde Geras.

## Persönlichkeiten
- Franz Kurzreiter (1944–2022), Politiker (ÖVP)